# Schlacht von Borghetto
1792

Porrentruy – Marquain – Quiévrain – Verdun – Thionville – Valmy – Lille – Mainz (1792) – Jemappes
1793

Aldenhoven I – Namur – Neerwinden – Mainz (1793) – Famars – Valenciennes (1793) – Arlon (1793) – Hondschoote – Meribel – Avesnes-le-Sec – Pirmasens – Toulon – Fontenay-le-Comte – Cholet – Lucon – Trouillas – Dünkirchen – Le Quesnoy – Menin I – Wattignies – Weißenburg I – Biesingen – Kaiserslautern I – Weißenburg II
1794

Boulou – Landrecis – Menin II – Mouscron – Martinique – Guadeloupe – Tourcoing – Tournai – Kaiserslautern II – San-Lorenzo de la Muga – 13. Prairial – Fleurus – Kaiserslautern III – Vosges – Aldenhoven II
1795

Cornwallis’ Rückzug – Genua – Groix – Hyeres – Handschuhsheim – Mainz (1795) – Mannheim – Loano
1796

Montenotte – Millesimo – Dego – Mondovì – Lodi – Borghetto – Castiglione – Mantua – Siegburg – Altenkirchen – Wetzlar – Kircheib – Kehl – Kalteiche – Friedberg  – Malsch – Neresheim – Sulzbach – Deining – Amberg – Würzburg – Neufundland – Rovereto – Bassano – Limburg – Biberach I – Emmendingen – Schliengen – Caldiero – Arcole – Irland
1797

Fall von Kehl – Rivoli (1797) – St. Vincent – Diersheim – Santa Cruz – Neuwied – Camperduin
Die Schlacht von Borghetto am Mincio war Teil des Ersten Koalitionskrieges und fand am 30. Mai 1796 am norditalienischen Kriegsschauplatz statt. Während des Mincio-Überganges bei Borghetto traf Bonapartes vorrückende französische Avantgarde auf das Zentrum der österreichischen Mincio-Stellung, die sich im Dorf Borghetto und auf den Höhen von Valeggio verschanzt hatte. Ein kleinerer Teil der Armee des Feldzeugmeister Beaulieu wurde von den Franzosen mit Übermacht angegriffen, gespalten und zum Rückzug hinter die Etsch gezwungen. Dadurch konnten die Franzosen zur Belagerung der abgeschnittenen Festung Mantua schreiten, wo sich weiterhin eine starke österreichische Garnison hielt.

## Hintergrund
Anfang Mai 1796 rückte die französische Italienarmee unter General Bonaparte in der Lombardei ein. Am 7. Mai wurde der Po bei Piacenza überschritten und eine ihnen entgegen gestellte österreichische Division unter FML Lipthay nach Pizzighettone zurückgeworfen. Der Adda-Übergang gegenüber Truppen unter FML Sebottendorf wurde von den Franzosen am 10. Mai in der Schlacht bei Lodi erzwungen. Die Franzosen folgten dem österreichischen Befehlshaber Beaulieu, dessen Truppen sich über Crema hinter den Mincio gingen und sich bei Roverbella konzentrierten. Mitte Mai besetzten die Franzosen Mailand und Brescia. Der österreichische Befehlshaber Feldmarschallleutnant Beaulieu zog die Masse seiner Armee hinter den Mincio zurück, er ließ aber starke Vorposten am westlichen Ufer des Flusses stehen. Er versuchte dadurch die Verbindung zur Festung von Mantua aufrechtzuerhalten. Durch die Verträge mit Parma am 7. Mai und mit Modena am 19. Mai hatte sich Bonaparte die Hilfsquellen dieser Länder gesichert. Ende Mai beschlossen die Franzosen an den Mincio vorzurücken, die Masse des österreichischen Heeres in die Gebirge Tirols abzudrängen und Mantua einzuschließen.
Am 24. Mai verließ Bonaparte Mailand um sich nach Brescia zu begeben, als sich die Unzufriedenheit der Bewohner Mailands zum offen Aufruhr entwickelte. Eine Kriegssteuer von 20 Millionen Franken und ungeheure Requisition hatte die Franzosen innerhalb kürzester Zeit verhasst gemacht. Zur Unterstützung des Aufruhrs hatte die Besatzung des noch nicht bezwungenen Kastells einen Ausfall gegen die Franzosen unter General Despinoy gemacht. Bonaparte kehrte mit seinen Truppen sofort zurück und stellte die Ordnung wieder her, auch der gleichzeitig ausgebrochene Aufstand in Pavia wurde am 26. Mai niedergeschlagen.

## Aufmarsch der Gegner

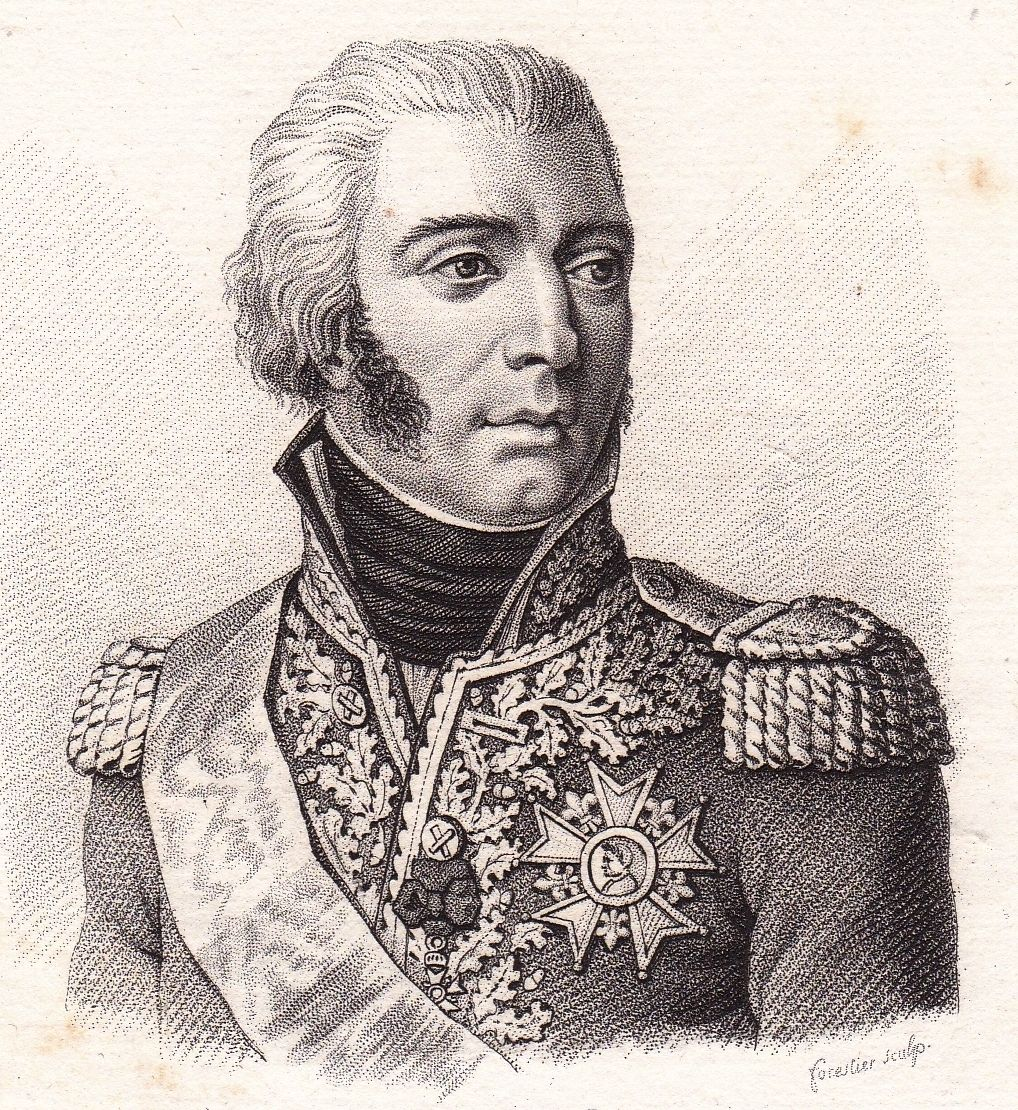
General Jean-Baptiste Bessières, dessen Gardekavallerie entscheidend zur Spaltung der österreichischen Front am Mincio beitrug

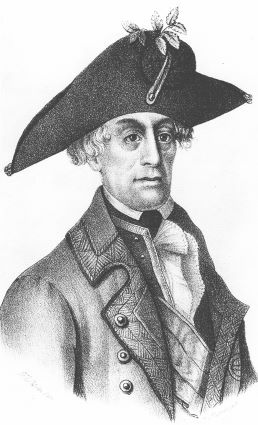
Johann Peter Beaulieu

Mitte Mai 1796 stand die österreichische Armee südlich des Gardasees vor oder hinter dem Mincio-Abschnitt, die Masse der französischen Armee war noch längs der Adda verteilt. Der Fluss Mincio verlässt den Gardasee bei Peschiera und schlängelt sich etwa 30 Kilometer nach Süden, auf der Höhe von Mantua biegt er nach Osten ab. Der Fluss war keine 40 Meter breit, aber die Schneeschmelze machte ihn im Frühjahr reißend und schwer überbrückbar. Zwischen dem Gardasee und Mantua gab es nur vier Brücken bei Peschiera, Borghetto, Goito, und Rivalta, die für den Übergang brauchbar waren.
Bonaparte hatte seine Armee neu organisiert: Die Division Despinoy (5.200 Mann) blockierte die Zitadelle von Mailand, weitere 5.500 Mann lagen als Besatzungen im Nordwesten von Italien, während die Hauptmacht mit etwa 30.800 Mann gegen den Mincio vorging.
- Division André Masséna (9.500 Mann)
- Division Pierre Augereau (6.100 Mann)
- Division Jean Sérurier (9.100 Mann)
- Kavalleriedivision Kilmaine (6.200 Mann)

Die österreichische Truppenmacht, die am Mincio verteidigte, zählte etwa 14.000 Mann. Zudem lagen etwa 12.800 Mann unter Feldmarschall-Leutnant Josef Canto d’Irles als Garnison in der Festung Mantua, die reich mit Vorräten versehen war. FML Beaulieu hatte die Brigaden unter Gerhard Rossel, Mathias Rukavina und Joseph Philipp Vukasović bestimmt, die Stadt zu verteidigen, obwohl diese Verbände bei Montenotte und Lodi starke Verluste erlitten hatten und die Garnison viele Verwundete zu pflegen hatte.
Beaulieu verteidigte die Mincio-Linie mit folgenden Divisionen:
- Division Generalmajor Anton Lipthay (3.050 Infanterie und 780 Reiter) bei Peschiera.
- Division FML Michael Melas und Karl Philipp Sebottendorf kommandierten im Zentrum zwischen Valeggio und Pozzolo, zusammen 8.200 Mann Infanterie und 2.080 Reiter.
- Division FML Michelangelo Colli-Marchi (2.600 Mann und 980 Reiter) bei Goito.

## Die Schlacht
Am 29. Mai lag der linke Flügel der Franzosen bei Desenzano, das Zentrum bei Montechiaro und der rechte Flügel vor Castiglione. Am 30. Mai früh setzten die französischen Truppen, die den Gegner durch verschiedene Bewegungen abgelenkt hatten, bei Borghetto und Peschiera über den Mincio. Um die Österreicher zu täuschen, ordnete Bonaparte einen zusätzlichen Angriff in Richtung Peschiera an, der vom Hauptschlag bei Borghetto ablenken sollte. Eine französische Brigade unter General Rusca begann am Westufer des Gardasees, Boote für einen Übergang zu organisieren. Statt seine Kräfte an den Brücken zu konzentrieren, versuchte Beaulieu mit etwa 14.000 Mann eine Kordonstellung am Fluss zwischen Peschiera und Goito einzurichten. In der Mitte deckten 4.500 Mann unter Generalmajor Peter Gummer und Oberst Ernst Beust den Fluss-Abschnitt bei Salionze und Oliosi, weitere 2.600 Mann unter General Franz Nicoletti hielten bei Campagnola und Pozzolo während die 3.100 Mann starke Division unter Generalmajor Philipp Pittoni in und um Valeggio verteidigte.
Die französische Vorhut unter General Kilmaine die über Castiglione und Solferino vorrückte, erreichte um 9.00 die Brücke am Mincio und begann bis zum Eintreffen der Division Massena den Angriff. Die Infanterie der Division des Generals Augereau deckte die linke Flanke, während die Division unter Sérurier nach Südosten die rechten Flanke nach Guidizzolo schützte. Einzelne österreichische Bataillone der Infanterie-Regimenter Strassoldo (Nr. 27) und Jordis (Nr. 59) der Brigade Pittoni verteidigten als Nachhut den Übergang. Die Brücke bei Borghetto wurde durch ein Bataillon Strassoldo mit nur zwei Kanonen verteidigt, es gelang dennoch die Vorhut Kilmaines zwei Stunden lang aufzuhalten. Die zum Gegenangriff angesetzte Brigade unter Generalmajor Prinz von Hohenzollern-Hechingen konnte sich bei Valeggio ebenfalls bis zum Nachmittag halten. Oberst Gardanne drang an der Spitze der Grenadiere ins Dorf Borghetto ein; wo die Österreicher die Brücke zerstört hatten, die zudem unter feindlichen Artilleriefeuer lag, das von den Höhen bei Valeggio wirkte. Die festgefahrene Situation wurde von Oberst Gardanne entspannt, indem er weiter flussabwärts eine Furt fand, gegen den linken Flügel der Österreicher vorging und in Richtung Valeggio drängte. Die Österreicher reagierten nur langsam auf die Gefahr des Angriffes. Weiter nördlich bei Salionze wurden zusätzliche Versuche der Flussübergänge der Franzosen erkannt. Auch aus Goito rückte die Brigade Colli nach Norden um die Truppen in der Mitte zu helfen. Aus Campagnola sandte FML Sebottendorf zusätzliche Verstärkungen zum Zentrum der Schlachtfront, dabei entging der in Valeggio eingetroffene Obergeneral Bonaparte nur knapp der Gefangenschaft.
Die bei Borghetto unterlegene Division Melas sammelte die geschlagenen Truppen des rechten Flügel der Frontmitte und ging nach Castelnuovo zurück. Truppen unter Sebottendorf versuchten nochmalig vergeblich Valeggio zurückzunehmen und musste sich heftig verfolgt nach Villafranca zurückziehen. Dadurch wurde die österreichische Verteidigung gespalten, weiter nördlich wurde auch die Stellung der Division des FML Liptay vor Peschiera unhaltbar, dieser wich heftig von französischen Einheiten Augereaus verfolgt, zurück und suchte den Anschluss an die bereits abziehende Division unter Melas. In der Nacht hatte sich die Armee Beaulieu auf eine Zwischenstellung zwischen Castelnuovo und Villafranca zurückgezogen, am folgenden Tag wurde das Etschtal erreicht. Die Österreicher verloren 572 Mann und 4 Geschütze, die französischen Verluste waren geringer.

## Ergebnis
Die österreichische Armee hatte sich bis Anfang Juni hinter die Etsch im Raum Rovereto konzentriert, ab 4. Juni konnten es sich die Franzosen erlauben, die Festung Mantua anzugreifen. Am 7. Juni war die Festung von allen Seiten eingeschlossen, General Serurier blockierte Mantua zunächst mit 9.000 Mann. Zwischen Juni 1796 und Februar 1797 wurden von den Österreichern mehrere vergebliche Entsatzangriffe geführt, um die Belagerung von Mantua aufzuheben. Am 27. Juni fiel nach hartnäckigem Widerstand auch die noch haltende Zitadelle von Mailand in französische Hände, 152 Kanonen und viele andere Vorräte wurden Beute der Sieger. Feldzeugmeister Beaulieu wurde abberufen, General Wurmser erhielt darauf den Oberbefehl in Italien.